# Torneo Clausura 2022 (Perú)
El Torneo Clausura 2022 fue el segundo de los dos torneos cortos que conformaron la Liga 1 2022. Empezó el 9 de julio y finalizó el 30 de octubre.

## Formato
Se jugó con un sistema de todos contra todos durante 19 jornadas. El equipo que terminó en el primer lugar fue proclamado el vencedor, en un formato similar al de la temporada 2019.

## Equipos participantes

### Ascensos y descensos
Un total de 19 equipos disputaron la Liga 1 este año: Fueron los primeros 16 lugares de la temporada 2021, Atlético Grau que después de una temporada de ausencia retornó como campeón de la Liga 2, el ganador de la Revalidación, Carlos Stein que volvió después del mismo tiempo y el campeón de la Copa Perú, ADT, que volvió a la Primera División del Perú después de 30 años de ausencia.
| Club          | Ascendido como            |
| ------------- | ------------------------- |
| Atlético Grau | Campeón Liga 2 2021       |
| Carlos Stein  | Ganador Revalidación 2021 |
| ADT           | Campeón Copa Perú 2021    |

| Club                | Descendido como           |
| ------------------- | ------------------------- |
| Cusco FC            | 17.º Tabla acumulada 2021 |
| Alianza Universidad | 18.º Tabla acumulada 2021 |

### Información de los equipos
| Equipo                    | Ciudad    | Entrenador                  | Estadio               | Aforo  | Estadio alternativo                                                                 | Proveedor    | Patrocinador principal (en la equipación)                        | Otros patrocinadores (en la equipación)                                                                                             |
| ------------------------- | --------- | --------------------------- | --------------------- | ------ | ----------------------------------------------------------------------------------- | ------------ | ---------------------------------------------------------------- | --- |
| Academia Cantolao         | Callao    | Alejandro Apud              | Miguel Grau           | 17 000 | 1 Alternativa Nacional                                                              | Verco        | Betgana Archivado el 13 de diciembre de 2021 en Wayback Machine. | 5 patrocinadores Triathlon Generade Onegol Rialsa Soluciones Médicas y Servicios                                                    |
| ADT                       | Tarma     | Franco Navarro              | Unión Tarma           | 10 000 | 2 Alternativas Jauja Huancayo                                                       | Front        | Caja Huancayo                                                    | 7 patrocinadores Tinbet JK Limaylla Punto V El Rey - Pollos y Parrillas Transportes Salazar Gamer Evolution Perú Sporade            |
| Alianza Atlético          | Sullana   | Mario Viera                 | Melanio Coloma        | 5000   | 3 Alternativas Campeones del 36 Miguel Grau Bernal                                  | Walon        | Caja Sullana                                                     | 3 patrocinadores Coolbet Sporade NobaVision                                                                                         |
| Alianza Lima              | Lima      | Carlos Bustos               | Alejandro Villanueva  | 33 938 | 1 Alternativa Nacional                                                              | Nike         | Marcadores247.com                                                | 6 patrocinadores Philips TV y Audio Conservas Arica Glory DFSK Apronax AndinaColor DoradoBet                                        |
| Atlético Grau             | Piura     | Gustavo Álvarez             | Municipal de Bernal   | 7000   | 4 Alternativas Olmos Miguel Grau Campeones del 36 Melanio Coloma                    | Walon        | Caja Piura                                                       | 7 patrocinadores Circus Servis Piura Sporade Civa Estación de Servicios San José Divlab Marka Group                                 |
| Ayacucho FC               | Ayacucho  | Édgar Ospina                | Ciudad de Cumaná      | 12 000 | 1 Alternativa Manuel Molina Robles                                                  | Real         | Cooperativa Santa María DoradoBet                                | 4 patrocinadores Sporade Club Gym Terra New Olymphic Direycom                                                                       |
| Carlos A. Mannucci        | Trujillo  | Jorge Pautasso              | Mansiche              | 25 000 | 2 Alternativas Casa Grande Carlos Olivares                                          | New Athletic | UPAO                                                             | 8 patrocinadores DoradoBet Sporade Manucci Diesel Agua Fiel HS Lab Teatroupao.com Cinética Línea                                    |
| Carlos Stein              | Jaén      | Tabaré Silva                | Víctor Montoya Segura | 9000   | 4 Alternativas César Flores Marigorda La Juventud Francisco Mendoza Carlos Olivares | New Life     | Vidava‘s                                                         | 4 patrocinadores Sporade Tinbet Didácticos Yocusa Negocios Ipasa                                                                    |
| Cienciano                 | Cusco     | César Vigevani              | Garcilaso de la Vega  | 45 000 | 4 Alternativas Urcos Túpac Amaru Thomas E. Payne Espinar                            | New Athletic | Caja Huancayo                                                    | 3 patrocinadores DoradoBet Sporade Clínica Peruano Suiza                                                                            |
| Deportivo Binacional      | Juliaca   | Wilmar Valencia             | Guillermo Briceño     | 18 000 | 3 Alternativas Monumental UNA Enrique Torres Belón Rodolfo Ramos                    | New Athletic | DoradoBet                                                        | 4 patrocinadores Reumo Flex Sporade La granja Hatlin                                                                                |
| Deportivo Municipal       | Lima      | Hernán Lisi                 | Iván Elías Moreno     | 13 000 | 2 Alternativas Nacional Segundo Aranda Torres                                       | Walon        | Edificaciones Inmobiliarias                                      | 4 patrocinadores CoolBet Sporade JMT Fitness Market                                                                                 |
| FBC Melgar                | Arequipa  | Pablo Lavallén              | Monumental UNSA       | 60 000 | 2 Alternativas Melgar Guillermo Briceño                                             | Walon        | Betcris                                                          | 3 patrocinadores Gillette Saint-Gobain Mall Aventura                                                                                |
| Sport Boys                | Callao    | Juan Alayo                  | Miguel Grau           | 17 000 | 1 Alternativa Nacional                                                              | Astro        | Minka                                                            | 4 patrocinadores eFootball 2022 Sporade DoradoBet Un                                                                                |
| Sport Huancayo            | Huancayo  | Mifflin Bermúdez (interino) | Huancayo              | 20 000 | 2 Alternativas Jauja Unión Tarma                                                    | New Athletic | Caja Huancayo                                                    | 4 patrocinadores Clínica Especializada Miranda DoradoBet Drytex Transporte Salazar                                                  |
| Sporting Cristal          | Lima      | Roberto Mosquera            | Alberto Gallardo      | 11 000 | 1 Alternativa Nacional                                                              | Adidas       | Caja Piura Cerveza Cristal                                       | 5 patrocinadores eFootball 2022 MG Motor Gatorade DoradoBet Alkofarma                                                               |
| Universidad César Vallejo | Trujillo  | José Del Solar              | Mansiche              | 25 000 | 2 Alternativas Carlos Olivares Casa Grande                                          | Real         | UCV                                                              | 7 patrocinadores Caja Trujillo Sporade DoradoBet Guisa Medical Group Promant Caricatoons Audiovisual Megalodon Restaurant turístico |
| Universidad San Martín    | Lima      | Víctor Rivera               | San Marcos            | 32 000 | 4 Alternativas Alberto Gallardo Miguel Grau Nacional Alejandro Villanueva           | Shumawa      | DoradoBet                                                        | 3 patrocinadores MUR Sporade USMP                                                                                                   |
| UTC                       | Cajamarca | Marcelo Grioni              | Héroes de San Ramón   | 18 000 | 3 Alternativas Cristo el Señor Ramón Castilla El Frutillo                           | Amida        | Colegio Nivel A - Cajamarca                                      | 5 patrocinadores Del Cumbre Manantial Electrolight Tinbet Hidalgo y Bachini Radio Panorama Cajamarquino                             |
| Universitario             | Lima      | Carlos Compagnucci          | Monumental            | 80 000 | 1 Alternativa Nacional                                                              | Marathon     | Marcadores247.com                                                | 5 patrocinadores eFootball 2022 Movilbus Inmunimed Solbet Cool                                                                      |

### Localización
Perú está dividido en 24 departamentos y una provincia constitucional. De estas, 11 provincias estuvieron representadas en el campeonato con por lo menos un equipo. El Departamento de Lima contó con la mayor cantidad de representantes (5 equipos).
| Provincia de Lima | 5 | Alianza Lima, Deportivo Municipal, Sporting Cristal, Universitario y Universidad San Martin | Alianza Lima Deportivo Municipal Sporting Cristal USMP Universitario UTC Carlos A. Mannucci U. César VallejoAtlético GrauCarlos SteinFBC Melgar Ayacucho FCCienciano Cantolao Sport · Boys Sport Huancayo Alianza Atlético ADT Binacional Localización de los equipos de la Primera División 2022 |
| Callao            | 2 | Academia Cantolao y Sport Boys                                                              | Alianza Lima Deportivo Municipal Sporting Cristal USMP Universitario UTC Carlos A. Mannucci U. César VallejoAtlético GrauCarlos SteinFBC Melgar Ayacucho FCCienciano Cantolao Sport · Boys Sport Huancayo Alianza Atlético ADT Binacional Localización de los equipos de la Primera División 2022 |
| Junín             | 2 | ADT y Sport Huancayo                                                                        | Alianza Lima Deportivo Municipal Sporting Cristal USMP Universitario UTC Carlos A. Mannucci U. César VallejoAtlético GrauCarlos SteinFBC Melgar Ayacucho FCCienciano Cantolao Sport · Boys Sport Huancayo Alianza Atlético ADT Binacional Localización de los equipos de la Primera División 2022 |
| La Libertad       | 2 | Carlos A. Mannucci y Universidad César Vallejo                                              | Alianza Lima Deportivo Municipal Sporting Cristal USMP Universitario UTC Carlos A. Mannucci U. César VallejoAtlético GrauCarlos SteinFBC Melgar Ayacucho FCCienciano Cantolao Sport · Boys Sport Huancayo Alianza Atlético ADT Binacional Localización de los equipos de la Primera División 2022 |
| Piura             | 2 | Alianza Atlético y Atlético Grau                                                            | Alianza Lima Deportivo Municipal Sporting Cristal USMP Universitario UTC Carlos A. Mannucci U. César VallejoAtlético GrauCarlos SteinFBC Melgar Ayacucho FCCienciano Cantolao Sport · Boys Sport Huancayo Alianza Atlético ADT Binacional Localización de los equipos de la Primera División 2022 |
| Arequipa          | 1 | FBC Melgar                                                                                  | Alianza Lima Deportivo Municipal Sporting Cristal USMP Universitario UTC Carlos A. Mannucci U. César VallejoAtlético GrauCarlos SteinFBC Melgar Ayacucho FCCienciano Cantolao Sport · Boys Sport Huancayo Alianza Atlético ADT Binacional Localización de los equipos de la Primera División 2022 |
| Ayacucho          | 1 | Ayacucho FC                                                                                 | Alianza Lima Deportivo Municipal Sporting Cristal USMP Universitario UTC Carlos A. Mannucci U. César VallejoAtlético GrauCarlos SteinFBC Melgar Ayacucho FCCienciano Cantolao Sport · Boys Sport Huancayo Alianza Atlético ADT Binacional Localización de los equipos de la Primera División 2022 |
| Cajamarca         | 1 | UTC                                                                                         | Alianza Lima Deportivo Municipal Sporting Cristal USMP Universitario UTC Carlos A. Mannucci U. César VallejoAtlético GrauCarlos SteinFBC Melgar Ayacucho FCCienciano Cantolao Sport · Boys Sport Huancayo Alianza Atlético ADT Binacional Localización de los equipos de la Primera División 2022 |
| Cusco             | 1 | Cienciano                                                                                   | Alianza Lima Deportivo Municipal Sporting Cristal USMP Universitario UTC Carlos A. Mannucci U. César VallejoAtlético GrauCarlos SteinFBC Melgar Ayacucho FCCienciano Cantolao Sport · Boys Sport Huancayo Alianza Atlético ADT Binacional Localización de los equipos de la Primera División 2022 |
| Lambayeque        | 1 | Carlos Stein                                                                                | Alianza Lima Deportivo Municipal Sporting Cristal USMP Universitario UTC Carlos A. Mannucci U. César VallejoAtlético GrauCarlos SteinFBC Melgar Ayacucho FCCienciano Cantolao Sport · Boys Sport Huancayo Alianza Atlético ADT Binacional Localización de los equipos de la Primera División 2022 |
| Puno              | 1 | Deportivo Binacional                                                                        | Alianza Lima Deportivo Municipal Sporting Cristal USMP Universitario UTC Carlos A. Mannucci U. César VallejoAtlético GrauCarlos SteinFBC Melgar Ayacucho FCCienciano Cantolao Sport · Boys Sport Huancayo Alianza Atlético ADT Binacional Localización de los equipos de la Primera División 2022 |

### Jugadores extranjeros
Se permitieron 5 futbolistas considerados extranjeros: Pudiendo estar presentes la totalidad en campo.
| Equipo                    | Jugador 1           | Jugador 2           | Jugador 3           | Jugador 4          | Jugador 5         |
| ------------------------- | ------------------- | ------------------- | ------------------- | ------------------ | ----------------- |
| Academia Cantolao         | Christian Limousin  | Diego Morales       | Rodrigo Pastorini   | José Ramírez       | Gabriel Tellas    |
| Alianza Atlético          | Santiago Arias      | Roger Torres        | Maxi Amondarain     | Adrián Fernández   | Franco Zanelatto  |
| Alianza Lima              | Hernán Barcos       | Pablo Lavandeira    | Darlin Leiton       | Arley Rodríguez    | Gino Peruzzi      |
| ADT                       | Ignacio Barrios     | Kevin Serna         | Facundo Rodríguez   | Sebastián Ramírez  | Luis Barrios      |
| Atlético Grau             | Delio Ojeda         | Daniel Franco       | Rodrigo Salinas     | Joel López Pissano | Fernando Márquez  |
| Ayacucho FC               | Nicolás Royón       | Eric Barrios        | Hugo Magallanes     | Cristian Techera   | Sebastián Gularte |
| Binacional                | Nicolás Marotta     | Carlos Arriola      | Yonatan Murillo     | Jacson Pita        | Santiago Silva    |
| Carlos A. Mannucci        | John Narváez        | Lucas Rodríguez     | Gustavo Viera       | Diego Chávez       | Nicolás Olivera   |
| Carlos Stein              | Maximiliano Freitas | Gabriel Leyes       | Michel Sosa         | Mathías Techera    |                   |
| Cienciano                 | Danilo Carando      | Nicolás Rinaldi     | Facundo Curuchet    | Fernando Guerrero  | Luciano Recalde   |
| Deportivo Municipal       | Roberto Ovelar      | Diego Melián        | Alexis Rodríguez    | Lucas Trejo        | Matías Pérez      |
| FBC Melgar                | Horacio Orzán       | Martín Pérez Guedes | Cristian Bordacahar | Bernardo Cuesta    | Leonel Galeano    |
| Sport Boys                | Alexis Blanco       | Luciano Nieto       | Mauro Guevgeozián   | Cristian Florez    |                   |
| Sport Huancayo            | Jimmy Valoyes       | Víctor Perlaza      | Carlos Ross         | Charles Monsalvo   | Diego Manicero    |
| Sporting Cristal          | Omar Merlo          | Leandro Sosa        | Juan Sánchez        | Diego Buonanotte   | Joffre Escobar    |
| Universidad César Vallejo | Abdiel Arroyo       | Arquímedes Figuera  | Jairo Vélez         | Yorley Mena        |                   |
| Universidad San Martín    | Alejandro González  | Carlos Arroyo       | Gonzalo Verón       | Daniel Camacho     |                   |
| UTC                       | Gaspar Gentile      | Nicolás Ortiz       | Santiago Pallares   | Facundo Peraza     | Jhon Marchán      |
| Universitario             | Alberto Quintero    | Hernán Novick       | Federico Alonso     | Luis Urruti        | Claudio Yacob     |

## Clasificación

### Tabla de posiciones
| Pos. | Equipo                    | Pts. | PJ | G  | E | P  | GF | GC | Dif. | Clasificación           |
| ---- | ------------------------- | ---- | -- | -- | - | -- | -- | -- | ---- | ----------------------- |
| 1    | Alianza Lima (G)          | 42   | 18 | 13 | 3 | 2  | 31 | 10 | +21  | Avanza a los Play-offs. |
| 2    | Sporting Cristal          | 41   | 18 | 12 | 5 | 1  | 39 | 17 | +22  |                         |
| 3    | Atlético Grau             | 37   | 18 | 11 | 4 | 3  | 30 | 19 | +11  |                         |
| 4    | Universitario             | 33   | 18 | 9  | 6 | 3  | 26 | 10 | +16  |                         |
| 5    | FBC Melgar                | 33   | 18 | 10 | 3 | 5  | 31 | 18 | +13  |                         |
| 6    | Universidad César Vallejo | 33   | 18 | 10 | 3 | 5  | 25 | 24 | +1   |                         |
| 7    | UTC                       | 28   | 18 | 8  | 4 | 6  | 28 | 24 | +4   |                         |
| 8    | Sport Huancayo            | 27   | 18 | 8  | 3 | 7  | 26 | 19 | +7   |                         |
| 9    | Alianza Atlético          | 27   | 18 | 8  | 3 | 7  | 23 | 21 | +2   |                         |
| 10   | Deportivo Binacional      | 26   | 18 | 8  | 2 | 8  | 28 | 19 | +9   |                         |
| 11   | Cienciano                 | 25   | 18 | 7  | 4 | 7  | 24 | 23 | +1   |                         |
| 12   | ADT                       | 24   | 18 | 6  | 6 | 6  | 25 | 25 | 0    |                         |
| 13   | Sport Boys                | 21   | 18 | 6  | 3 | 9  | 23 | 31 | −8   |                         |
| 14   | Deportivo Municipal       | 20   | 18 | 5  | 5 | 8  | 20 | 29 | −9   |                         |
| 15   | Academia Cantolao         | 19   | 18 | 4  | 7 | 7  | 19 | 22 | −3   |                         |
| 16   | Ayacucho FC               | 14   | 18 | 3  | 5 | 10 | 16 | 28 | −12  |                         |
| 17   | Carlos A. Mannucci        | 13   | 18 | 3  | 4 | 11 | 13 | 33 | −20  |                         |
| 18   | Carlos Stein              | 6    | 18 | 1  | 3 | 14 | 18 | 43 | −25  |                         |
| 19   | Universidad San Martín    | 6    | 18 | 1  | 3 | 14 | 17 | 47 | −30  |                         |

 Fuente: FPF
|  | Clasificado a a los Play-offs del Campeonato |

### Evolución de la clasificación
| Equipo / Fecha            | 1  | 2  | 3  | 4  | 5  | 6  | 7  | 8  | 9  | 10 | 11 | 12 | 13 | 14 | 15 | 16 | 17 | 18 | 19 |
| ------------------------- | -- | -- | -- | -- | -- | -- | -- | -- | -- | -- | -- | -- | -- | -- | -- | -- | -- | -- | -- |
| Alianza Lima              | 5  | 1  | 1  | 1  | 1  | 2  | 4  | 3  | 4  | 6  | 5  | 5  | 2  | 4  | 2  | 2  | 1  | 1  | 1  |
| Sporting Cristal          | 4  | 2  | 6  | 2  | 4  | 5  | 2  | 1  | 3  | 1  | 1  | 1  | 1  | 1  | 1  | 1  | 2  | 2  | 2  |
| Atlético Grau             | 14 | 15 | 9  | 7  | 5  | 3  | 1  | 2  | 1  | 2  | 2  | 2  | 3  | 2  | 5  | 3  | 3  | 3  | 3  |
| Universitario             | 11 | 3  | 2  | 6  | 9  | 9  | 8  | 9  | 8  | 5  | 4  | 3  | 5  | 3  | 4  | 6  | 6  | 5  | 4  |
| FBC Melgar                | 7  | 9  | 7  | 9  | 6  | 7  | 5  | 4  | 2  | 3  | 3  | 4  | 4  | 5  | 3  | 5  | 4  | 4  | 5  |
| Universidad César Vallejo | 17 | 10 | 8  | 3  | 2  | 4  | 6  | 6  | 5  | 8  | 9  | 7  | 6  | 6  | 6  | 4  | 5  | 6  | 6  |
| UTC                       | 18 | 11 | 13 | 17 | 17 | 18 | 19 | 15 | 15 | 15 | 13 | 13 | 10 | 8  | 8  | 9  | 9  | 7  | 7  |
| Sport Huancayo            | 13 | 14 | 16 | 11 | 14 | 14 | 13 | 13 | 13 | 11 | 10 | 12 | 8  | 7  | 7  | 7  | 7  | 8  | 8  |
| Alianza Atlético          | 12 | 17 | 11 | 14 | 11 | 12 | 11 | 8  | 6  | 9  | 8  | 10 | 11 | 12 | 10 | 8  | 8  | 10 | 9  |
| Deportivo Binacional      | 1  | 6  | 4  | 5  | 8  | 6  | 7  | 7  | 9  | 7  | 7  | 8  | 9  | 11 | 12 | 11 | 12 | 11 | 10 |
| Cienciano                 | 3  | 4  | 3  | 4  | 3  | 1  | 3  | 5  | 7  | 4  | 6  | 6  | 7  | 10 | 11 | 13 | 13 | 12 | 11 |
| ADT                       | 6  | 8  | 12 | 16 | 12 | 11 | 10 | 10 | 11 | 12 | 12 | 11 | 13 | 13 | 13 | 12 | 10 | 9  | 12 |
| Sport Boys                | 2  | 7  | 5  | 8  | 10 | 10 | 9  | 11 | 10 | 10 | 11 | 9  | 12 | 9  | 9  | 10 | 11 | 13 | 13 |
| Deportivo Municipal       | 10 | 13 | 15 | 10 | 7  | 8  | 12 | 12 | 12 | 13 | 14 | 14 | 17 | 17 | 17 | 15 | 15 | 14 | 14 |
| Academia Cantolao         | 8  | 5  | 10 | 13 | 13 | 13 | 14 | 14 | 14 | 14 | 15 | 15 | 14 | 14 | 14 | 14 | 14 | 15 | 15 |
| Ayacucho FC               | 9  | 12 | 14 | 15 | 16 | 17 | 18 | 19 | 19 | 18 | 17 | 17 | 16 | 16 | 16 | 17 | 16 | 16 | 16 |
| Carlos A. Mannucci        | 15 | 18 | 18 | 19 | 18 | 19 | 16 | 17 | 16 | 16 | 16 | 16 | 15 | 15 | 15 | 16 | 17 | 17 | 17 |
| Carlos Stein              | 16 | 16 | 17 | 12 | 15 | 15 | 15 | 16 | 17 | 17 | 18 | 18 | 18 | 18 | 18 | 18 | 18 | 18 | 18 |
| Universidad San Martín    | 19 | 19 | 19 | 18 | 19 | 16 | 17 | 18 | 18 | 19 | 19 | 19 | 19 | 19 | 19 | 19 | 19 | 19 | 19 |

     Equipo libre de la fecha.
| 1. 2. 3. |

## Resultados
| Fecha 1                 | Fecha 1   | Fecha 1             | Fecha 1                      | Fecha 1     | Fecha 1 | Fecha 1  |
| Local                   | Resultado | Visitante           | Estadio                      | Fecha       | Hora    | TV       |
| ----------------------- | --------- | ------------------- | ---------------------------- | ----------- | ------- | -------- |
| Sporting Cristal        | 4 - 3     | Sport Huancayo      | Alejandro Villanueva         | 9 de julio  | 13:00   | Gol Perú |
| Ayacucho                | 1 - 1     | Deportivo Municipal | Ciudad de Cumaná             | 9 de julio  | 15:15   | Gol Perú |
| Cienciano               | 2 - 0     | Univ. César Vallejo | Inca Garcilaso de la Vega    | 9 de julio  | 18:00   | Gol Perú |
| Atlético Grau           | 1 - 2     | Alianza Lima        | Municipal de Bernal          | 10 de julio | 13:00   | Willax   |
| Carlos A. Mannucci      | 0 - 1     | Melgar              | Mansiche                     | 10 de julio | 13:15   | Gol Perú |
| ADT                     | 1 - 0     | Carlos Stein        | Unión Tarma                  | 10 de julio | 15:00   | −        |
| Universitario           | 1 - 1     | Academia Cantolao   | Monumental                   | 10 de julio | 15:30   | Gol Perú |
| Sport Boys              | 3 - 0     | UTC                 | Iván Elías Moreno            | 11 de julio | 13:00   | Gol Perú |
| Binacional              | 4 - 0     | Univ. San Martín    | Guillermo Briceño Rosamedina | 11 de julio | 15:15   | Gol Perú |
| Libre: Alianza Atlético |           |                     |                              |             |         |          |

| Fecha 2                   | Fecha 2   | Fecha 2          | Fecha 2               | Fecha 2     | Fecha 2 | Fecha 2  |
| Local                     | Resultado | Visitante        | Estadio               | Fecha       | Hora    | TV       |
| ------------------------- | --------- | ---------------- | --------------------- | ----------- | ------- | -------- |
| Deportivo Municipal       | 0 - 0     | Cienciano        | Iván Elías Moreno     | 15 de julio | 15:30   | Gol Perú |
| Univ. César Vallejo       | 3 - 2     | ADT              | Mansiche              | 16 de julio | 13:00   | Gol Perú |
| Univ. San Martín          | 0 - 4     | Universitario    | Monumental            | 16 de julio | 15:30   | Gol Perú |
| Sport Huancayo            | 1 - 1     | Atlético Grau    | Huancayo              | 16 de julio | 18:00   | Gol Perú |
| Academia Cantolao         | 1 - 0     | Binacional       | Iván Elías Moreno     | 17 de julio | 11:00   | Gol Perú |
| Carlos Stein              | 2 - 2     | Ayacucho         | Víctor Montoya Segura | 17 de julio | 13:00   | −        |
| Alianza Lima              | 3 - 1     | Sport Boys       | Alejandro Villanueva  | 17 de julio | 13:15   | Gol Perú |
| Melgar                    | 0 - 1     | Sporting Cristal | Monumental de la UNSA | 17 de julio | 15:30   | Gol Perú |
| UTC                       | 2 - 1     | Alianza Atlético | Héroes de San Ramón   | 18 de julio | 15:30   | Gol Perú |
| Libre: Carlos A. Mannucci |           |                  |                       |             |         |          |

| Fecha 3                 | Fecha 3   | Fecha 3             | Fecha 3                      | Fecha 3     | Fecha 3 | Fecha 3  |
| Local                   | Resultado | Visitante           | Estadio                      | Fecha       | Hora    | TV       |
| ----------------------- | --------- | ------------------- | ---------------------------- | ----------- | ------- | -------- |
| Ayacucho                | 0 - 1     | Univ. César Vallejo | Ciudad de Cumaná             | 22 de julio | 15:00   | Gol Perú |
| Alianza Atlético        | 3 - 1     | Academia Cantolao   | Melanio Coloma               | 23 de julio | 11:00   | Gol Perú |
| Atlético Grau           | 3 - 1     | UTC                 | Municipal de Bernal          | 23 de julio | 13:00   | −        |
| Sport Boys              | 2 - 0     | Univ. San Martín    | Iván Elías Moreno            | 23 de julio | 13:15   | Gol Perú |
| Carlos A. Mannucci      | 0 - 1     | Alianza Lima        | Mansiche                     | 23 de julio | 15:30   | Gol Perú |
| Melgar                  | 1 - 0     | Sport Huancayo      | Monumental de la UNSA        | 23 de julio | 18:00   | Gol Perú |
| ADT                     | 0 - 1     | Cienciano           | Unión Tarma                  | 24 de julio | 15:00   | −        |
| Universitario           | 2 - 0     | Carlos Stein        | Monumental                   | 24 de julio | 15:30   | Gol Perú |
| Binacional              | 2 - 0     | Deportivo Municipal | Guillermo Briceño Rosamedina | 24 de julio | 18:00   | Gol Perú |
| Libre: Sporting Cristal |           |                     |                              |             |         |          |

| Fecha 4             | Fecha 4   | Fecha 4            | Fecha 4                   | Fecha 4     | Fecha 4 | Fecha 4  |
| Local               | Resultado | Visitante          | Estadio                   | Fecha       | Hora    | TV       |
| ------------------- | --------- | ------------------ | ------------------------- | ----------- | ------- | -------- |
| Academia Cantolao   | 1 - 2     | Atlético Grau      | Iván Elías Moreno         | 26 de julio | 13:00   | Gol Perú |
| UTC                 | 0 - 2     | Sporting Cristal   | Héroes de San Ramón       | 26 de julio | 15:15   | Gol Perú |
| Sport Huancayo      | 4 - 0     | Carlos A. Mannucci | Huancayo                  | 26 de julio | 17:30   | Gol Perú |
| Alianza Lima        | 1 - 0     | Alianza Atlético   | Alejandro Villanueva      | 26 de julio | 20:00   | Gol Perú |
| Univ. San Martín    | 3 - 3     | Ayacucho           | Monumental                | 27 de julio | 13:00   | Gol Perú |
| Carlos Stein        | 3 - 2     | Sport Boys         | Víctor Montoya Segura     | 27 de julio | 15:00   | —        |
| Deportivo Municipal | 1 - 0     | ADT                | Iván Elías Moreno         | 27 de julio | 15:15   | Gol Perú |
| Cienciano           | 1 - 1     | Binacional         | Inca Garcilaso de la Vega | 27 de julio | 17:30   | Gol Perú |
| Univ. César Vallejo | 1 - 0     | Universitario      | Mansiche                  | 27 de julio | 20:00   | Gol Perú |
| Libre: Melgar       |           |                    |                           |             |         |          |

| Fecha 5               | Fecha 5   | Fecha 5             | Fecha 5               | Fecha 5     | Fecha 5 | Fecha 5  |
| Local                 | Resultado | Visitante           | Estadio               | Fecha       | Hora    | TV       |
| --------------------- | --------- | ------------------- | --------------------- | ----------- | ------- | -------- |
| Melgar                | 1 - 0     | UTC                 | Monumental de la UNSA | 29 de julio | 15:30   | Gol Perú |
| Ayacucho              | 0 - 1     | Cienciano           | Ciudad de Cumaná      | 30 de julio | 15:15   | Gol Perú |
| Universitario         | 0 - 1     | Deportivo Municipal | Monumental            | 30 de julio | 18:00   | Gol Perú |
| Alianza Atlético      | 2 - 1     | Carlos Stein        | Melanio Coloma        | 31 de julio | 11:00   | Gol Perú |
| Carlos A. Mannucci    | 0 - 0     | Academia Cantolao   | Mansiche              | 31 de julio | 13:00   | Gol Perú |
| Atlético Grau         | 1 - 0     | Univ. San Martín    | Municipal de Bernal   | 31 de julio | 13:00   | −        |
| ADT                   | 1 - 0     | Binacional          | Unión Tarma           | 31 de julio | 15:00   | −        |
| Sporting Cristal      | 0 - 0     | Alianza Lima        | Nacional              | 31 de julio | 15:30   | Gol Perú |
| Sport Boys            | 1 - 2     | Univ. César Vallejo | Iván Elías Moreno     | 1 de agosto | 13:00   | Gol Perú |
| Libre: Sport Huancayo |           |                     |                       |             |         |          |

| Fecha 6                                 | Fecha 6   | Fecha 6            | Fecha 6                      | Fecha 6          | Fecha 6 | Fecha 6  |
| Local                                   | Resultado | Visitante          | Estadio                      | Fecha            | Hora    | TV       |
| --------------------------------------- | --------- | ------------------ | ---------------------------- | ---------------- | ------- | -------- |
| Univ. San Martín                        | 1 - 0     | Alianza Atlético   | Monumental                   | 6 de agosto      | 11:00   | Gol Perú |
| Academia Cantolao                       | 2 - 2     | Sporting Cristal   | Iván Elías Moreno            | 6 de agosto      | 13:15   | Gol Perú |
| Binacional                              | 4 - 1     | Ayacucho           | Guillermo Briceño Rosamedina | 6 de agosto      | 15:30   | Gol Perú |
| Sport Huancayo                          | 1 - 1     | ADT                | Huancayo                     | 6 de agosto      | 18:00   | Gol Perú |
| Univ. César Vallejo                     | 0 - 1     | Atlético Grau      | Mansiche                     | 7 de agosto      | 11:00   | Gol Perú |
| Deportivo Municipal                     | 2 - 2     | Sport Boys         | Iván Elías Moreno            | 7 de agosto      | 13:15   | Gol Perú |
| Cienciano                               | 1 - 0     | Universitario      | Inca Garcilaso de la Vega    | 7 de agosto      | 15:30   | Gol Perú |
| Alianza Lima                            | 2 - 0     | Melgar             | Alejandro Villanueva         | 21 de septiembre | 19:30   | Gol Perú |
| Carlos Stein                            | 1 - 2     | Carlos A. Mannucci | Víctor Montoya Segura        | 25 de septiembre | 13:00   | −        |
| Libre: Universidad Técnica de Cajamarca |           |                    |                              |                  |         |          |

| Fecha 7             | Fecha 7   | Fecha 7             | Fecha 7               | Fecha 7      | Fecha 7 | Fecha 7  |
| Local               | Resultado | Visitante           | Estadio               | Fecha        | Hora    | TV       |
| ------------------- | --------- | ------------------- | --------------------- | ------------ | ------- | -------- |
| Sporting Cristal    | 3 - 2     | Carlos Stein        | Alberto Gallardo      | 13 de agosto | 11:00   | Gol Perú |
| Carlos A. Mannucci  | 3 - 2     | Univ. San Martín    | Mansiche              | 13 de agosto | 13:15   | Gol Perú |
| Ayacucho            | 1 - 2     | ADT                 | Ciudad de Cumaná      | 13 de agosto | 15:30   | Gol Perú |
| Universitario       | 2 - 0     | Binacional          | Monumental            | 13 de agosto | 19:00   | Gol Perú |
| Alianza Atlético    | 3 - 0     | Univ. César Vallejo | Melanio Coloma        | 14 de agosto | 11:00   | Gol Perú |
| Atlético Grau       | 2 - 1     | Deportivo Municipal | Municipal de Bernal   | 14 de agosto | 13:00   | −        |
| Sport Boys          | 2 - 1     | Cienciano           | Iván Elías Moreno     | 14 de agosto | 13:15   | Gol Perú |
| Sport Huancayo      | 4 - 0     | UTC                 | Huancayo              | 14 de agosto | 15:30   | Gol Perú |
| Melgar              | 3 - 1     | Academia Cantolao   | Monumental de la UNSA | 15 de agosto | 19:00   | Gol Perú |
| Libre: Alianza Lima |           |                     |                       |              |         |          |

| Fecha 8                  | Fecha 8   | Fecha 8            | Fecha 8                      | Fecha 8      | Fecha 8 | Fecha 8           |
| Local                    | Resultado | Visitante          | Estadio                      | Fecha        | Hora    | TV                |
| ------------------------ | --------- | ------------------ | ---------------------------- | ------------ | ------- | ----------------- |
| UTC                      | 2 - 1     | Ayacucho           | Héroes de San Ramón          | 19 de agosto | 15:00   | Gol Perú          |
| Deportivo Municipal      | 0 - 1     | Alianza Atlético   | Iván Elías Moreno            | 20 de agosto | 13:15   | Gol Perú          |
| Cienciano                | 2 - 2     | Atlético Grau      | Inca Garcilaso de la Vega    | 20 de agosto | 15:30   | Gol Perú          |
| Alianza Lima             | 1 - 0     | Sport Huancayo     | Alejandro Villanueva         | 21 de agosto | 11:00   | Gol Perú          |
| Carlos Stein             | 0 - 2     | Melgar             | Francisco Mendoza Pizarro    | 21 de agosto | 13:00   | −                 |
| Univ. César Vallejo      | 4 - 1     | Carlos A. Mannucci | Mansiche                     | 21 de agosto | 13:15   | Gol Perú          |
| ADT                      | 1 - 1     | Universitario      | Unión Tarma                  | 21 de agosto | 15:00   | Willax y FPF Play |
| Univ. San Martín         | 1 - 2     | Sporting Cristal   | Monumental                   | 21 de agosto | 15:30   | Gol Perú          |
| Binacional               | 3 - 0     | Sport Boys         | Guillermo Briceño Rosamedina | 21 de agosto | 18:00   | Gol Perú          |
| Libre: Academia Cantolao |           |                    |                              |              |         |                   |

| Fecha 9             | Fecha 9   | Fecha 9             | Fecha 9               | Fecha 9      | Fecha 9 | Fecha 9  |
| Local               | Resultado | Visitante           | Estadio               | Fecha        | Hora    | TV       |
| ------------------- | --------- | ------------------- | --------------------- | ------------ | ------- | -------- |
| Sport Boys          | 2 - 1     | ADT                 | Iván Elías Moreno     | 26 de agosto | 15:30   | Gol Perú |
| Melgar              | 2 - 1     | Univ. San Martín    | Monumental de la UNSA | 26 de agosto | 19:00   | Gol Perú |
| Carlos A. Mannucci  | 1 - 1     | Deportivo Municipal | Mansiche              | 27 de agosto | 13:00   | Gol Perú |
| Sport Huancayo      | 1 - 1     | Academia Cantolao   | Huancayo              | 27 de agosto | 15:30   | Gol Perú |
| Universitario       | 2 - 1     | Ayacucho            | Monumental            | 27 de agosto | 19:00   | Gol Perú |
| Alianza Atlético    | 1 - 0     | Cienciano           | Melanio Coloma        | 28 de agosto | 11:00   | Gol Perú |
| Atlético Grau       | 3 - 1     | Binacional          | Municipal de Bernal   | 28 de agosto | 13:00   | −        |
| Sporting Cristal    | 0 - 0     | Univ. César Vallejo | Alberto Gallardo      | 28 de agosto | 13:15   | Gol Perú |
| UTC                 | 1 - 1     | Alianza Lima        | Héroes de San Ramón   | 28 de agosto | 15:30   | Gol Perú |
| Libre: Carlos Stein |           |                     |                       |              |         |          |

| Fecha 10                      | Fecha 10  | Fecha 10           | Fecha 10                     | Fecha 10         | Fecha 10 | Fecha 10 |
| Local                         | Resultado | Visitante          | Estadio                      | Fecha            | Hora     | TV       |
| ----------------------------- | --------- | ------------------ | ---------------------------- | ---------------- | -------- | -------- |
| Ayacucho                      | 1 - 1     | Sport Boys         | Ciudad de Cumaná             | 2 de septiembre  | 15:30    | Gol Perú |
| Deportivo Municipal           | 0 - 3     | Sporting Cristal   | Iván Elías Moreno            | 3 de septiembre  | 13:00    | Gol Perú |
| Cienciano                     | 2 - 0     | Carlos A. Mannucci | Inca Garcilaso de la Vega    | 3 de septiembre  | 15:30    | Gol Perú |
| Academia Cantolao             | 0 - 0     | UTC                | Iván Elías Moreno            | 4 de septiembre  | 11:00    | Gol Perú |
| Carlos Stein                  | 0 - 1     | Sport Huancayo     | Víctor Montoya Segura        | 4 de septiembre  | 13:00    | −        |
| ADT                           | 1 - 1     | Atlético Grau      | Unión Tarma                  | 4 de septiembre  | 15:00    | −        |
| Alianza Lima                  | 0 - 2     | Universitario      | Alejandro Villanueva         | 4 de septiembre  | 15:30    | Gol Perú |
| Binacional                    | 2 - 0     | Alianza Atlético   | Guillermo Briceño Rosamedina | 5 de septiembre  | 15:30    | Gol Perú |
| Univ. César Vallejo           | 3 - 2     | Melgar             | Mansiche                     | 24 de septiembre | 15:30    | Gol Perú |
| Libre: Universidad San Martín |           |                    |                              |                  |          |          |

| Fecha 11                         | Fecha 11  | Fecha 11            | Fecha 11              | Fecha 11         | Fecha 11 | Fecha 11 |
| Local                            | Resultado | Visitante           | Estadio               | Fecha            | Hora     | TV       |
| -------------------------------- | --------- | ------------------- | --------------------- | ---------------- | -------- | -------- |
| UTC                              | 4 - 0     | Carlos Stein        | Héroes de San Ramón   | 9 de septiembre  | 15:30    | Gol Perú |
| Alianza Atlético                 | 2 - 2     | ADT                 | Melanio Coloma        | 10 de septiembre | 13:15    | Gol Perú |
| Alianza Lima                     | 0 - 0     | Academia Cantolao   | Alejandro Villanueva  | 10 de septiembre | 15:30    | Gol Perú |
| Sporting Cristal                 | 4 - 1     | Cienciano           | Alberto Gallardo      | 11 de septiembre | 11:00    | Gol Perú |
| Atlético Grau                    | 3 - 0     | Ayacucho            | Municipal de Bernal   | 11 de septiembre | 13:00    | −        |
| Carlos A. Mannucci               | 2 - 1     | Binacional          | Mansiche              | 11 de septiembre | 13:15    | Gol Perú |
| Sport Boys                       | 0 - 1     | Universitario       | Iván Elías Moreno     | 11 de septiembre | 15:45    | Gol Perú |
| Melgar                           | 6 - 2     | Deportivo Municipal | Monumental de la UNSA | 11 de septiembre | 18:00    | Gol Perú |
| Sport Huancayo                   | 3 - 2     | Univ. San Martín    | Huancayo              | 12 de septiembre | 15:30    | Gol Perú |
| Libre: Universidad César Vallejo |           |                     |                       |                  |          |          |

| Fecha 12                   | Fecha 12  | Fecha 12           | Fecha 12                     | Fecha 12         | Fecha 12 | Fecha 12 |
| Local                      | Resultado | Visitante          | Estadio                      | Fecha            | Hora     | TV       |
| -------------------------- | --------- | ------------------ | ---------------------------- | ---------------- | -------- | -------- |
| Univ. César Vallejo        | 2 - 1     | Sport Huancayo     | Mansiche                     | 17 de septiembre | 13:15    | Gol Perú |
| Cienciano                  | 2 - 2     | Melgar             | Inca Garcilaso de la Vega    | 17 de septiembre | 15:30    | Gol Perú |
| Universitario              | 2 - 0     | Atlético Grau      | Monumental                   | 17 de septiembre | 19:00    | Gol Perú |
| Univ. San Martín           | 1 - 5     | UTC                | Monumental                   | 18 de septiembre | 11:00    | Gol Perú |
| Carlos Stein               | 1 - 2     | Alianza Lima       | Víctor Montoya Segura        | 18 de septiembre | 11:00    | Willax   |
| Sport Boys                 | 1 - 0     | Academia Cantolao  | Iván Elías Moreno            | 18 de septiembre | 13:15    | Gol Perú |
| ADT                        | 2 - 1     | Carlos A. Mannucci | Unión Tarma                  | 18 de septiembre | 15:00    | −        |
| Binacional                 | 1 - 1     | Sporting Cristal   | Guillermo Briceño Rosamedina | 18 de septiembre | 15:30    | Gol Perú |
| Ayacucho                   | 2 - 0     | Alianza Atlético   | Ciudad de Cumaná             | 19 de septiembre | 15:30    | Gol Perú |
| Libre: Deportivo Municipal |           |                    |                              |                  |          |          |

| Fecha 13           | Fecha 13  | Fecha 13            | Fecha 13              | Fecha 13         | Fecha 13 | Fecha 13 |
| Local              | Resultado | Visitante           | Estadio               | Fecha            | Hora     | TV       |
| ------------------ | --------- | ------------------- | --------------------- | ---------------- | -------- | -------- |
| Alianza Lima       | 5 - 0     | Univ. San Martín    | Alejandro Villanueva  | 26 de septiembre | 20:00    | Gol Perú |
| Academia Cantolao  | 3 - 2     | Carlos Stein        | Iván Elías Moreno     | 28 de septiembre | 13:15    | Gol Perú |
| Sport Huancayo     | 2 - 1     | Deportivo Municipal | Huancayo              | 28 de septiembre | 15:30    | Gol Perú |
| Sporting Cristal   | 4 - 2     | ADT                 | Alberto Gallardo      | 29 de septiembre | 13:00    | Gol Perú |
| Atlético Grau      | 3 - 0     | Sport Boys          | Municipal de Bernal   | 29 de septiembre | 13:00    | −        |
| Melgar             | 2 - 1     | Binacional          | Monumental de la UNSA | 29 de septiembre | 15:30    | Gol Perú |
| Alianza Atlético   | 2 - 2     | Universitario       | Campeones del 36      | 30 de septiembre | 13:15    | Gol Perú |
| UTC                | 4 - 0     | Univ. César Vallejo | Héroes de San Ramón   | 30 de septiembre | 15:30    | Gol Perú |
| Carlos A. Mannucci | 0 - 1     | Ayacucho            | Mansiche              | 30 de septiembre | 19:00    | Gol Perú |
| Libre: Cienciano   |           |                     |                       |                  |          |          |

| Fecha 14            | Fecha 14  | Fecha 14           | Fecha 14                  | Fecha 14     | Fecha 14 | Fecha 14 |
| Local               | Resultado | Visitante          | Estadio                   | Fecha        | Hora     | TV       |
| ------------------- | --------- | ------------------ | ------------------------- | ------------ | -------- | -------- |
| Atlético Grau       | 0 - 0     | Carlos Stein       | Municipal de Bernal       | 4 de octubre | 13:00    | −        |
| Univ. San Martín    | 1 - 3     | Academia Cantolao  | Monumental                | 4 de octubre | 13:00    | Gol Perú |
| Deportivo Municipal | 1 - 2     | UTC                | Iván Elías Moreno         | 4 de octubre | 15:15    | Gol Perú |
| Cienciano           | 0 - 1     | Sport Huancayo     | Inca Garcilaso de la Vega | 4 de octubre | 17:30    | Gol Perú |
| Univ. César Vallejo | 3 - 2     | Alianza Lima       | Mansiche                  | 4 de octubre | 20:00    | Gol Perú |
| ADT                 | 1 - 1     | Melgar             | Unión Tarma               | 5 de octubre | 15:00    | −        |
| Ayacucho            | 0 - 1     | Sporting Cristal   | Ciudad de Cumaná          | 5 de octubre | 15:30    | Gol Perú |
| Universitario       | 3 - 0     | Carlos A. Mannucci | Monumental                | 5 de octubre | 20:00    | Gol Perú |
| Sport Boys          | 2 - 0     | Alianza Atlético   | Iván Elías Moreno         | 6 de octubre | 13:00    | Gol Perú |
| Libre: Binacional   |           |                    |                           |              |          |          |

| Fecha 15           | Fecha 15  | Fecha 15            | Fecha 15              | Fecha 15      | Fecha 15 | Fecha 15 |
| Local              | Resultado | Visitante           | Estadio               | Fecha         | Hora     | TV       |
| ------------------ | --------- | ------------------- | --------------------- | ------------- | -------- | -------- |
| UTC                | 2 - 1     | Cienciano           | Héroes de San Ramón   | 7 de octubre  | 15:30    | Gol Perú |
| Academia Cantolao  | 0 - 1     | Univ. César Vallejo | Iván Elías Moreno     | 8 de octubre  | 13:15    | Gol Perú |
| Melgar             | 3 - 0     | Ayacucho            | Monumental de la UNSA | 8 de octubre  | 19:00    | Gol Perú |
| Alianza Atlético   | 4 - 1     | Atlético Grau       | Campeones del 36      | 9 de octubre  | 11:00    | Gol Perú |
| Carlos A. Mannucci | 0 - 0     | Sport Boys          | Mansiche              | 9 de octubre  | 13:15    | Gol Perú |
| Carlos Stein       | 1 - 1     | Univ. San Martín    | Víctor Montoya Segura | 9 de octubre  | 15:00    | −        |
| Sporting Cristal   | 0 - 0     | Universitario       | Nacional              | 9 de octubre  | 15:30    | Gol Perú |
| Sport Huancayo     | 1 - 0     | Binacional          | Huancayo              | 10 de octubre | 15:30    | Gol Perú |
| Alianza Lima       | 4 - 1     | Deportivo Municipal | Alejandro Villanueva  | 10 de octubre | 20:00    | Gol Perú |
| Libre: ADT         |           |                     |                       |               |          |          |

| Fecha 16            | Fecha 16  | Fecha 16           | Fecha 16                     | Fecha 16      | Fecha 16 | Fecha 16 |
| Local               | Resultado | Visitante          | Estadio                      | Fecha         | Hora     | TV       |
| ------------------- | --------- | ------------------ | ---------------------------- | ------------- | -------- | -------- |
| Univ. César Vallejo | 3 - 0     | Carlos Stein       | Mansiche                     | 14 de octubre | 15:30    | Gol Perú |
| Alianza Atlético    | 1 - 0     | Sport Huancayo     | Campeones del 36             | 15 de octubre | 13:00    | Gol Perú |
| Sport Boys          | 3 - 5     | Sporting Cristal   | Iván Elías Moreno            | 15 de octubre | 15:30    | Gol Perú |
| Binacional          | 2 - 0     | UTC                | Guillermo Briceño Rosamedina | 15 de octubre | 18:00    | Gol Perú |
| Deportivo Municipal | 1 - 0     | Academia Cantolao  | Iván Elías Moreno            | 16 de octubre | 10:00    | Gol Perú |
| Atlético Grau       | 2 - 1     | Carlos A. Mannucci | Municipal de Bernal          | 16 de octubre | 13:00    | −        |
| ADT                 | 4 - 1     | Univ. San Martín   | Unión Tarma                  | 16 de octubre | 15:00    | −        |
| Universitario       | 1 - 1     | Melgar             | Monumental                   | 16 de octubre | 15:45    | Gol Perú |
| Cienciano           | 0 - 2     | Alianza Lima       | Inca Garcilaso de la Vega    | 16 de octubre | 18:00    | Gol Perú |
| Libre: Ayacucho     |           |                    |                              |               |          |          |

| Fecha 17             | Fecha 17  | Fecha 17            | Fecha 17              | Fecha 17      | Fecha 17 | Fecha 17 |
| Local                | Resultado | Visitante           | Estadio               | Fecha         | Hora     | TV       |
| -------------------- | --------- | ------------------- | --------------------- | ------------- | -------- | -------- |
| Univ. San Martín     | 1 - 1     | Univ. César Vallejo | Monumental            | 19 de octubre | 12:45    | Gol Perú |
| Carlos Stein         | 1 - 4     | Deportivo Municipal | Víctor Montoya Segura | 19 de octubre | 15:00    | −        |
| Sport Huancayo       | 0 - 1     | Ayacucho            | Huancayo              | 19 de octubre | 15:00    | Gol Perú |
| Melgar               | 3 - 0     | Sport Boys          | Monumental de la UNSA | 19 de octubre | 17:15    | Gol Perú |
| Academia Cantolao    | 3 - 1     | Cienciano           | Iván Elías Moreno     | 20 de octubre | 11:00    | Gol Perú |
| Sporting Cristal     | 1 - 2     | Atlético Grau       | Alberto Gallardo      | 20 de octubre | 13:15    | Gol Perú |
| UTC                  | 2 - 2     | ADT                 | Héroes de San Ramón   | 20 de octubre | 15:30    | Gol Perú |
| Carlos A. Mannucci   | 2 - 2     | Alianza Atlético    | Mansiche              | 20 de octubre | 18:00    | Gol Perú |
| Alianza Lima         | 2 - 0     | Binacional          | Alejandro Villanueva  | 20 de octubre | 20:30    | Gol Perú |
| Libre: Universitario |           |                     |                       |               |          |          |

| Fecha 18            | Fecha 18  | Fecha 18            | Fecha 18                     | Fecha 18      | Fecha 18 | Fecha 18 |
| Local               | Resultado | Visitante           | Estadio                      | Fecha         | Hora     | TV       |
| ------------------- | --------- | ------------------- | ---------------------------- | ------------- | -------- | -------- |
| Deportivo Municipal | 2 - 1     | Univ. San Martín    | Iván Elías Moreno            | 22 de octubre | 13:15    | Gol Perú |
| Carlos A. Mannucci  | 0 - 2     | UTC                 | Mansiche                     | 23 de octubre | 11:00    | Gol Perú |
| Alianza Atlético    | 0 - 2     | Sporting Cristal    | Campeones del 36             | 23 de octubre | 13:15    | Gol Perú |
| ADT                 | 2 - 1     | Academia Cantolao   | Unión Tarma                  | 23 de octubre | 15:00    | −        |
| Universitario       | 2 - 0     | Sport Huancayo      | Monumental                   | 23 de octubre | 15:30    | Gol Perú |
| Cienciano           | 6 - 2     | Carlos Stein        | Inca Garcilaso de la Vega    | 23 de octubre | 18:00    | Gol Perú |
| Binacional          | 3 - 0     | Univ. César Vallejo | Guillermo Briceño Rosamedina | 24 de octubre | 15:00    | Gol Perú |
| Atlético Grau       | 2 - 1     | Melgar              | Municipal de Bernal          | 24 de octubre | 15:00    | FPF Play |
| Ayacucho            | 0 - 1     | Alianza Lima        | Ciudad de Cumaná             | 25 de octubre | 15:00    | Gol Perú |
| Libre: Sport Boys   |           |                     |                              |               |          |          |

| Fecha 19             | Fecha 19  | Fecha 19            | Fecha 19              | Fecha 19      | Fecha 19 | Fecha 19           |
| Local                | Resultado | Visitante           | Estadio               | Fecha         | Hora     | TV                 |
| -------------------- | --------- | ------------------- | --------------------- | ------------- | -------- | ------------------ |
| UTC                  | 1 - 1     | Universitario       | Héroes de San Ramón   | 28 de octubre | 15:00    | Gol Perú           |
| Univ. César Vallejo  | 1 - 1     | Deportivo Municipal | Mansiche              | 29 de octubre | 13:00    | Gol Perú           |
| Sport Huancayo       | 3 - 1     | Sport Boys          | Huancayo              | 29 de octubre | 15:30    | Gol Perú           |
| Academia Cantolao    | 1 - 1     | Ayacucho            | Iván Elías Moreno     | 29 de octubre | 15:30    | Movistar Deportes  |
| Univ. San Martín     | 1 - 2     | Cienciano           | Iván Elías Moreno     | 30 de octubre | 15:00    | Movistar Eventos 2 |
| Melgar               | 0 - 1     | Alianza Atlético    | Monumental de la UNSA | 30 de octubre | 15:00    | Movistar Eventos   |
| Alianza Lima (G)     | 2 - 0     | ADT                 | Alejandro Villanueva  | 30 de octubre | 15:00    | Gol Perú           |
| Sporting Cristal     | 4 - 0     | Carlos A. Mannucci  | Alberto Gallardo      | 30 de octubre | 15:00    | Movistar Deportes  |
| Carlos Stein         | 2 - 3     | Binacional          | Víctor Montoya Segura | 30 de octubre | 15:00    | −                  |
| Libre: Atlético Grau |           |                     |                       |               |          |                    |